# Ítalo Estupiñán
Ítalo Eugenio Estupiñán Martínez (Esmeraldas, 1 de gener de 1952-Toluca, 1 de març de 2016) va ser un futbolista equatorià. Jugava de centre davanter. Ángel Fernández, una de les figures de la narració mexicana, li va posar a Ítalo Estupiñán el sobrenom de "Gato Salvaje".

## Biografia
Ítalo Estupiñán va néixer a Equador, a la província d'Esmeraldas el primer dia de març de 1952. Va ser futbolista i va jugar en diversos equips de l'Equador i principalment de Mèxic, on va ser considerat el millor estranger de la Lliga per diversos anys. Va ser dels primers equatorians a jugar en la Primera Divisió Mexicana, i el primer a ser campió en aquest país.
Després de retirar-se del futbol es va mudar als Estats Units per una temporada i després va tornar a viure a la Ciutat de Mèxic, posteriorment va aconseguir la nacionalitat mexicana. Va estar en diversos llocs vinculat al Club Esportiu Toluca, i va manejar un negoci propi en Querétaro. També va ser nomenat Encarregat de l'Esport en el Municipi d'Ixtlahuaca. Va ser coordinador de futbol per als Diables Vermells del Toluca i supervisor d'escoles de futbol per al govern de l'Edo. de Mèxic.
Va tenir diploma com a entrenador de futbol.
Va morir d'un infart agut en trobar-se en l'estacionament del centre comercial "Plaza Sendera" situada en el municipi de Lerma, Estat de Mèxic.

## Trajectòria com a futbolista
Estupiñán va començar el 1970 en Macará. El 1972 passa al El Nacional, on destaca i juga dos Copes Libertadores. El 1975 passa al futbol de Mèxic, primer va estar en el Deportivo Toluca, on va ser campió en la temporada 1974-1975 quan va vèncer en la final a "Los Panzas Verdes" del León, 1 a 0, amb un gol marcat per ell de rematada de cap, en guanyar-li el salt a Héctor Santoyo i vèncer al porter Hugo Pineda. Aquest equip era dirigit per l'entrenador uruguaià Ricardo de León. El 1979 va al Club América, després el 1980 passa al Atletas Campesinos i el 1982 al Puebla FC, romanent en el futbol mexicà fins al 1983. Posteriorment va esperar fins al 1986 per tenir la seva carta passi i fitxar amb Emelec, on va jugar una temporada.

## Mort
Ítalo Estupiñán va morir l'1 de març de 2016, d'un infart massiu i fulminant quan es trobava en una plaça comercial a la ciutat de Toluca, capital de l'Estat de Mèxic i malgrat rebre atenció mèdica, no va poder ser reanimat i va ser declarat mort.

## Internacional
Amb la Selecció de futbol de l'Equador va disputar 14 partits i va marcar 2 gols.

## Clubs
Va jugar en els següents clubs:
- 1970-1972: Macará (Equador)
- 1972-1974: El Nacional (Equador)
- 1974-1977: Deportivo Toluca (Mèxic)
- 1977-1979: Club América (Mèxic)
- 1979-1980: Universitat Catòlica (Equador)
- 1980-1981: Atletas Campesinos (Mèxic)
- 1981-1983: Puebla FC (Mèxic)
- 1986: Emelec (Equador)

## Palmarès

### Torneigs nacionals
Campió de l'Equador 1973 amb El Nacional.

Campió de Mèxic 1974/75 amb Toluca.

Campió de Mèxic 1982/83 amb Puebla.

### Torneigs internacionals
Campió Copa Interamericana 1978 amb Amèrica.

### Distincions individuals
Nominat a millor jugador d'Amèrica el 1972.

Premi Heraldo a Mèxic.

Premi Citlalli al Millor Jugador a Mèxic el 1975.